# Baré (Cameroun)
Pour les articles homonymes, voir Baré.
Baré-Bakem est une commune du Cameroun située dans le département du Moungo et la région du Littoral. Elle recouvre le territoire de l'arrondissement de Baré-Bakem qui
comptait 16 485 habitants en 2005.Baré-Bakem est une région du Moungo dont le dernier Roi de lignée royale ancestrale avant la colonisation était le Roi Ekandjoum Joseph.

## Structure administrative de la commune
Outre Baré-Bakem proprement dit, la commune comprend les villages suivants :
- Baréhock
- Bayon
- Ebouh
- Eboukou
- Ekom-Nkam
- Mandjibo
- Mbangla
- Mbarembeng
- Mbié
- Mboué
- Melong II
- Mounko
- Mpaka
- Ndom
- Ndouembot
- Ndouenke
- Nkonia Nkonyama
- Nkoniake
- Nkoniambot
- Ntantong
- Soundop